# Jan Six
Jan Six, heer van Vromade en Wimmenum (* 4. Januar 1618 in Amsterdam; † 28. Mai 1700 ebenda) war ein niederländischer Kunstsammler, Mäzen und Amsterdamer Regent des Goldenen Zeitalters.

## Leben und Werk

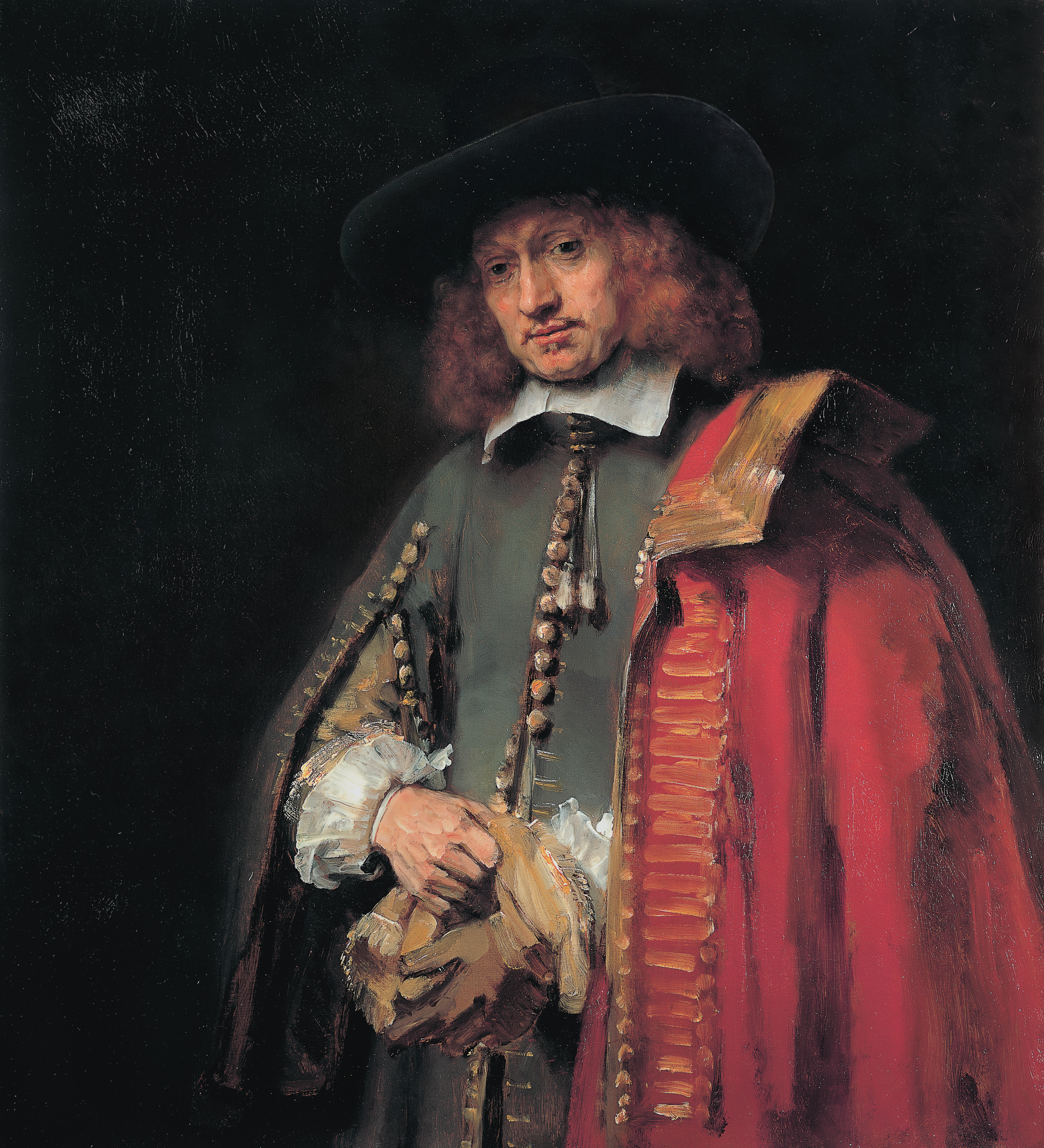
Rembrandts Porträt des Jan Six

Jan Six wurde aus der Ehe des Joan Six und der Anna Wymer geboren. Er gehörte dem Patrizier- und Kaufmannsgeschlecht Six an, das im Goldenen Zeitalter viel Einfluss genoss. Einer seiner Söhne war der langjährige Bürgermeister Jan (II) Six. Durch seine Freundschaft mit Rembrandt hatte ihn jener im Jahre 1647 mehrere Male gezeichnet. Als Rembrandt in finanzielle Schwierigkeiten geriet, hat Six sich von Rembrandt im Jahr 1654 ein Porträt malen lassen. Als Six 1655 Margaretha Tulp, Tochter des Amsterdamer Bürgermeisters und Chirurgen Nicolaes Tulp, heiratete, bekam aber nicht Rembrandt, sondern Govaert Flinck den Auftrag, sie zu malen.
Auch war Jan Six mit dem Dichter Joost van den Vondel befreundet. Er selbst schrieb auch eine Tragödie über Medea. Er hinterließ eine bedeutende Sammlung von Gemälden, u. a. von Rembrandt, Frans Hals, Jacob Izaaksoon van Ruisdael, Paulus Potter, Pieter Jansz Saenredam, Lucas van Leyden u. a. Diese Sammlung, bekannt als die "Collectie Six", ist seit 1922 der Öffentlichkeit zugänglich, wenn sich der interessierte Besucher beim Rijksmuseum meldet.
In den fortwährenden Auseinandersetzungen zwischen den Oranjegesinnten (Monarchisten) und Staatsgesinnten (Republikanern) lavierte sich die Familien Six und Tulp mit wechselndem Erfolg hindurch. 1666 erstand Six durch Kauf die Herrschaften Vromade en Wimmenum. Den Prozess der dadurch eintretenden Aristokratisierung kann man an einem Treffen mit Wilhelm III. von Oranien in Amsterdam festhalten, bei dem sich der Fürst von Six mit den Worten Ihr Diener, Herr von Wimmenum verabschiedete. Jan Six gelangte im Katastrophenjahr (Rampjaar) 1672 als Schepen und im Jahre 1679 als Vroedschap in die Stadtregierung, welcher er im Jahre 1691 als Bürgermeister vorstand.

## Einzelnachweis
1. 1 2  Die vielen Leben des Jan Six: Geschichte einer Amsterdamer Dynastie, von Geert Mak (2016)